# خیابان شهید مطهری (تهران)
خیابان شهید مرتضی مطهری (نام پیشین: خیابان تخت طاووس) یکی از خیابان‌های مرکزی تهران است. این خیابان که جهتی غرب به شرق دارد، از سمت غرب به خیابان ولیعصر و از سمت شرق به بزرگراه شهید صیاد شیرازی منتهی می‌شود. خیابان مطهری به سمت شرق یک‌طرفه است. این خیابان پس از انقلاب اسلامی به نام مرتضی مطهری نام‌گذاری شده‌است.
بافت خیابان مطهری با موقعیت اداری است و بسیاری از نهادهای دولتی، شرکت‌های مالی، بازرگانی، خدماتی و صنعتی در آن مستقر هستند. خیابان مطهری یکی از خیابان‌های اصلی اقتصاد تهران است.

## خیابان‌های فرعی و اصلی
نام کنونی و پیشین خیابان‌های فرعی مطهری عبارتند از:
سربداران (معظم)، لارستان، سنائی، کوه نور، میرعماد، فجر (جم)، سلیمان خاطر (امیر اتابک)، علی اکبری (پارسا)، سهروردی (فرح)، اورامان (ورزگر)، ترکمنستان (سپهبد آق اولی) و همین‌طور با خیابان‌های اصلی بزرگی چون میرزای شیرازی (نادرشاه)، قائم مقام فراهانی (شاه عباس) و مفتح (رزولت)، شریعتی (کوروش کبیر) متقاطع است. اتوبان مدرس (اتوبان شاهنشاهی) به خیابان مطهری دسترسی دارد.

## امکانات شهری
بیمارستان تهران کلینیک، بیمارستان مهراد، بیمارستان جم و بیمارستان توس در دسترس این خیابان هستند.
هتل بزرگ تهران، از هتل‌های معروف چهار ستاره تهران در ابتدای این خیابان قرار دارد.
ایستگاه مفتح از خط ۱ متروی تهران در خیابان مطهری تقاطع مفتح (رزولت سابق) قرار دارد.

## ورودی‌ها و برخوردگاه‌ها
این خیابان در مسیر خود از مناطق شهرداری ۷ و ۶ عبور می‌کند.
| از غرب به شرق           | از غرب به شرق | از غرب به شرق |
| ----------------------- | ------------- | ------------- |
| خیابان ولیعصر           |               |               |
| خیابان میرزای شیرازی    |               |               |
| خیابان قائم‌مقام فراهانی |               |               |
| بزرگراه مدرس            |               |               |
| خیابان میرعماد          |               |               |
| ایستگاه متروی شهید مفتح |               |               |
| خیابان شهید مفتح        |               |               |
| خیابان سهروردی          |               |               |
| خیابان شریعتی (تهران)   |               |               |
| بزرگراه صیاد شیرازی     |               |               |
| از شرق به غرب           |               |               |